# Rollendynamo

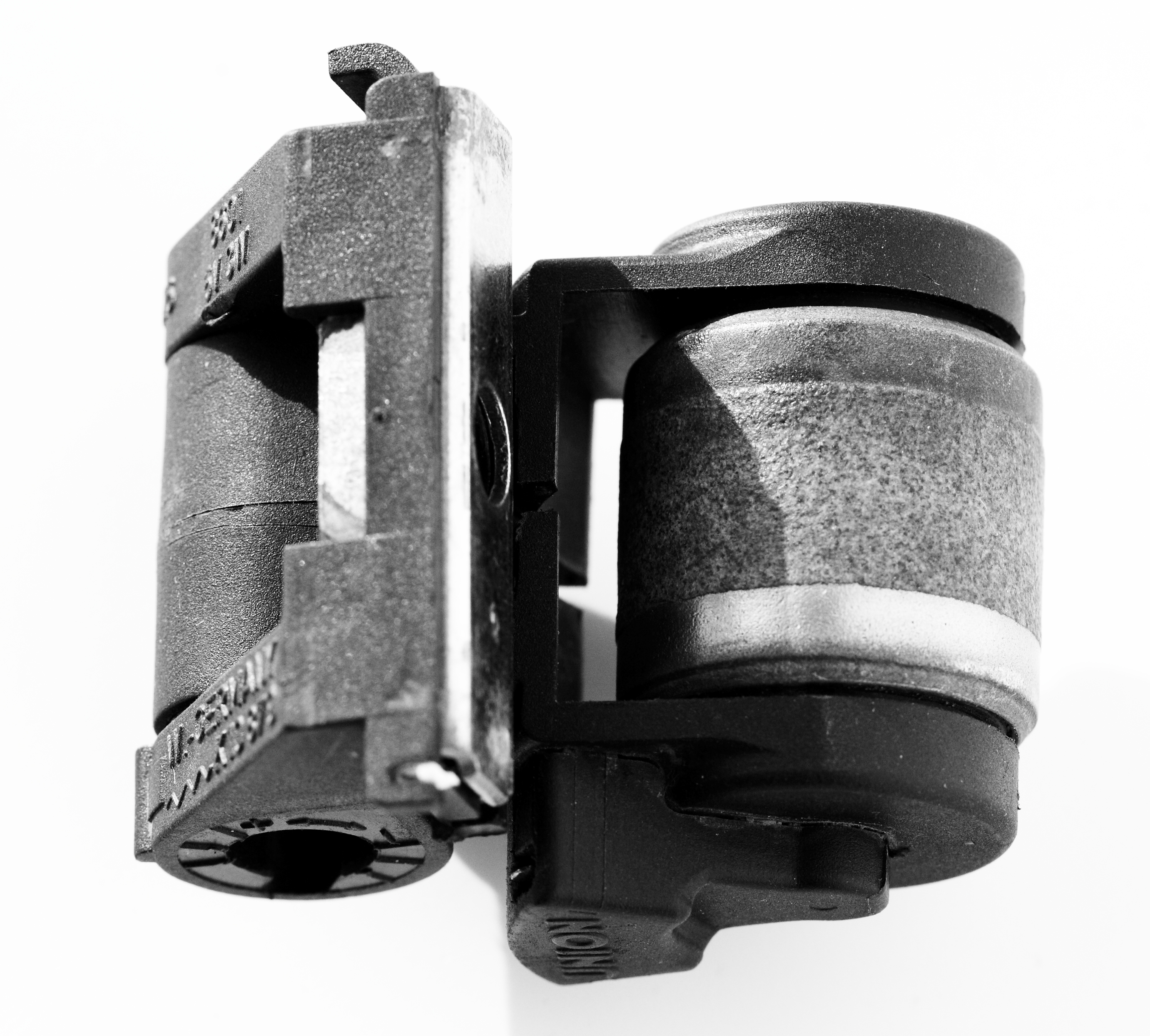
Rollendynamo, links mit Befestigung, rechts die Walze, die an der Lauffläche des Fahrradreifens reibt. Die elektrischen Kontakte sind unten im Bild. Dieser Rollendynamo wird durch eine Feder an den Reifen gedrückt und durch einen Seilzug (nicht im Bild) vom Lenker aus weggezogen.

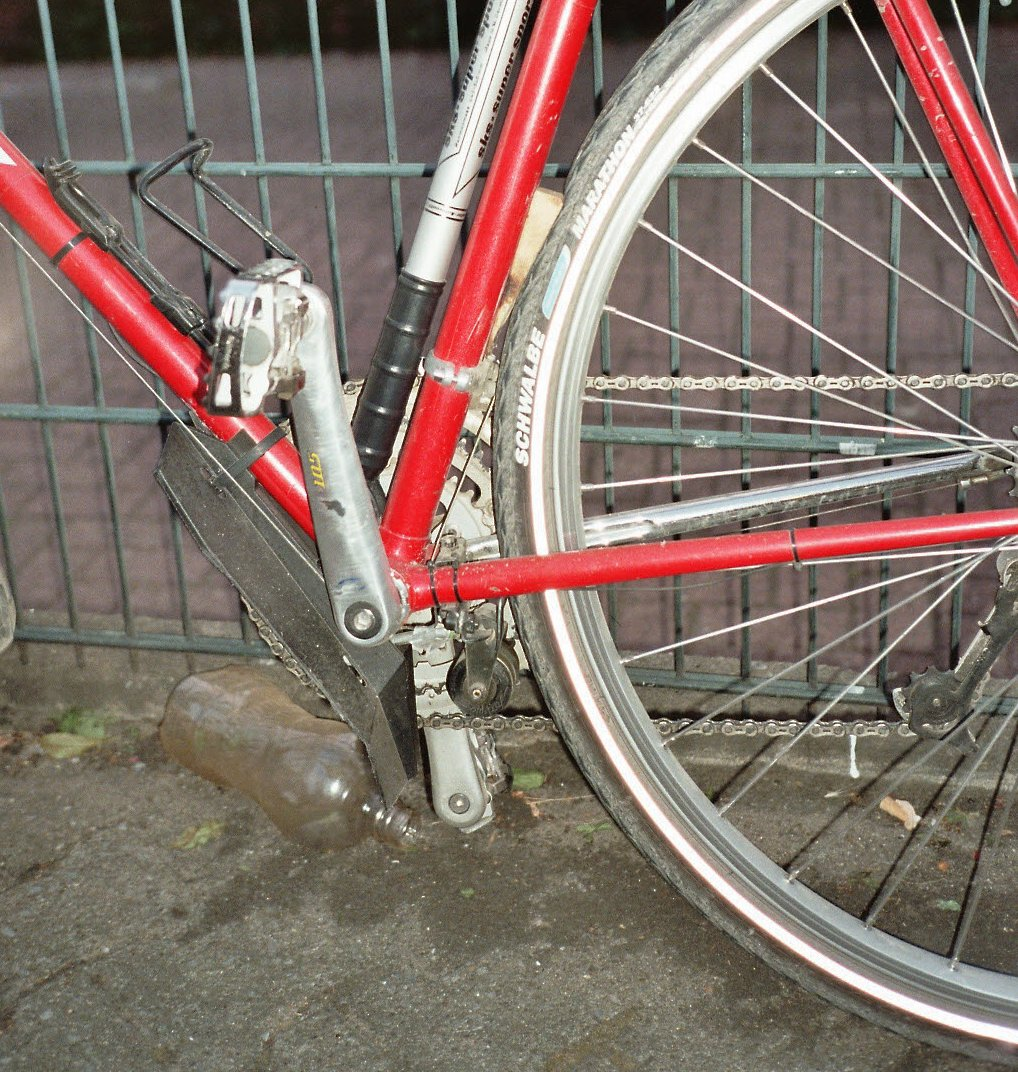
Rollendynamo an einem älteren Rennrad

Ein Rollendynamo oder Walzendynamo ist ein Fahrraddynamo, der besonders in den 80er und Anfang der 90er Jahre zum Einsatz kam. Danach wurde er von dem heute gängigen Nabendynamo abgelöst, so dass bei Neurädern in der Regel nichts anderes mehr verbaut wird.
Ein Rollendynamo arbeitet ähnlich dem Seitenläuferdynamo, jedoch läuft er nicht seitlich an der Reifenflanke, sondern mittig auf der Lauffläche des Reifens. Dazu ist er meist hinter dem Tretlager in der Nähe oder anstelle des Ständers montiert. Im Gegensatz zu einem Seitenläufer läuft nicht ein Reibrädchen auf dem Reifen, sondern der gesamte zylinderförmige Dynamo-Außenläufer rollt auf dem Reifen ab. Dazu ist dieser an beiden Enden in einer mit Federdruck vorgespannten Halterung gelagert, die in im eingeschalteten Zustand gegen den Reifen drückt, und außen mit einer angerauhten Lauffläche versehen.
Vorteil gegenüber dem Seitenläufer ist der ruhigere Lauf der größeren Antriebswalze und die bei den meisten Herstellern höhere Effizienz. Rollendynamos waren hochpreisiger als die meisten Seitenläufer, weshalb sie meist bei relativ hochwertigen Fahrrädern verbaut wurden.
Nachteilig bei Rollendynamos ist, dass sie in der Position direkt hinter dem Tretlager stärker Nässe- und Schmutzspritzern vom Vorderrad ausgesetzt sind. 
Grundsätzlicher Nachteil bei Rollendynamos und Seitenläuferdynamos ist ihre Wetterabhängigkeit. Bei Regen und Schnee kann das Antriebsrad leicht durchrutschen.
Rollendynamos lassen sich je nach Bauart über einen Bowdenzug vom Lenker aus- und einschalten.